# Valdonė Petrauskaitė
Valdonė Petrauskaitė (Kaunas, 23 agosto 1984) è una pallavolista lituana.
Gioca nel ruolo di schiacciatrice nel Promoball Volleyball Flero.

## Carriera
Cresciuta nell'Heksa di Kaunas, una delle principali società pallavolistiche lituane, entrò a far parte della Nazionale del suo paese a partire dal 2001, a diciassette anni. In quello stesso anno partì per la Francia; giocò in Pro A con Istres e Riom, per esordire poi nella Serie A1 italiana nella stagione 2006-07, con la maglia della Minetti Infoplus Vicenza.
Dopo una stagione in Turchia, con il Türk Telekom Gençlik ve Spor Kulübü, ritornò in Italia. Nella stagione 2008-09 ha indossato la maglia della retrocessa Famila Chieri, al termine del campionato è stata ingaggiata dalla Sea Urbino. Dopo due stagioni ad Urbino, con la vittoria di una Coppa CEV, nella stagione 2011-12 si trasferisce alla Ženskij volejbol'nyj klub Dinamo Krasnodar, che lascia a metà stagione. Nella stagione successiva ritorna alla Robur Tiboni Urbino Volley.
Nella stagione 2013-14 viene ingaggiata dalla Lokomotiv Bakı Voleybol Klubu nella Superliqa azera, mentre nella stagione successiva si accasa al club spagnolo del Club Voleibol Jóvenes Aficionados al Voleibol Olímpico, nella Superliga Femenina de Voleibol: tuttavia poco dopo l'inizio di campionato lascia la squadra per concludere la stagione nel Clubul Sportiv Municipal Târgoviște, nella Divizia A1 rumena, dove resta fino a metà annata 2015-16.
Dopo un periodo di inattività, rientra in campo per il finale di stagione 2016-17 con il Promoball Volleyball Flero, nella Serie A1 italiana.

## Palmarès

### Club
- Coppa CEV: 1

2010-11